# Andreas Fabricius (Reformator)
Andreas Fabricius, auch Andreas Schmid (* um 1480; † 1552 in Davos) war ein Schweizer katholischer Geistlicher und Reformator.

## Leben
Andreas Fabricius war von 1504 bis 1527 als Priester in Medel im Kanton Graubünden tätig.
Am 7. Januar 1526 nahm er am Religionsgespräch in Ilanz teil. Es war durch Johannes Comander angeregt worden, der hier seine 18 Religionsthesen verteidigte, die unter anderem das Abendmahl, die Ohrenbeichte, den Zölibat und die Bilder behandelten. Fabricius beschloss dort, sich dem reformierten Glauben zuzuwenden.
Von 1527 bis zu seinem Tod war er Hauptpfarrer in Davos und verhalf dort als Nachfolger von Jacob Spreiter der Reformation zum Durchbruch. So führte er mit Unterstützung der Landammänner Hans Guler von Wyneck und Paul von Buol 1528 in Davos den Laienkelch ein. Vom 29. Dezember 1537 bis 4. Januar 1538 wurde er durch die Rätische Synode zum Religionsgespräch nach Susch (siehe Suscher Disputationen) delegiert, die durch die Nottaufe der Tochter von Ulrich Campell veranlasst worden war. Dem folgte 1549 seine Teilnahme an der Disputation in Chiavenna, bei dem Philipp Gallicius, Johannes Blasius und Peter Brun aus Ilanz im Streit zwischen dem täuferisch gesinnten Camillo Renato und dem Ortspfarrer von Chiavenna, Agostino Mainardi, zu vermitteln versuchten und bei dem eine Kirchenordnung für die italienische Exulantengemeinde eingerichtet wurde.
Andreas Fabricius war mit Huldrych Zwingli befreundet.